# Самот
Томас Тормодсетер Хауген (норв. Tomas Thormodsæter Haugen; родился 9 июня 1974 года), более известный под сценическим псевдонимом Самот (Samoth; в раннем творчестве использовалось написание Samot, а во время работы в группе Zyklon — Zamoth) — норвежский музыкант, композитор и продюсер. Прежде всего известен как основатель, гитарист и один из композиторов группы Emperor, оказавшей значительное влияние на блэк-метал, а также блэк-дэт-метал-групп Zyklon и The Wretched End. Самот также является владельцем лейбла Nocturnal Art Productions.
Как и ряд других музыкантов ранней норвежской блэк-метал-сцены, Самот принимал участие в серии поджогов церквей первой половины 1990-х годов. В 1994 году за сожжение церкви в Виндафьорде был приговорён к тюремному сроку, который отбывал с 1995 по 1996 годы.

## Биография

### Юность и ранние работыEmperor
Томас Хауген родился 9 июня 1974 года в маленькой деревне Аккерхёуген, центре коммуны Сёухерад в губернии Телемарк, в семье Йенса Хаугена, басиста блюз-рок-группы Spoonful of Blues. В детстве Томас часто ездил вместе с отцом на выступления и присутствовал на репетициях, так что его интерес к музыке сформировался естественным путём и всячески поощрялся родителями. Рок-музыкой Томас увлёкся в 10 лет, послушав Kiss, Iron Maiden, W.A.S.P. и Judas Priest, после чего, как и Йенс, начал играть на басу. Отец же собственноручно изготовил первую бас-гитару Томаса, на которой впоследствии играл Видар Воэр, более известный под своим псевдонимом Ildjarn. Первые группы Хаугена играли кавер-версии песен Deep Purple, Black Sabbath и AC/DC, однако Томас, тяготея к более жёсткой музыке, впоследствии покинул их и ввиду отсутствия в его окружении гитаристов со схожими музыкальными интересами сам начал осваивать электрогитару. В 14 лет на семинаре для начинающих музыкантов в Нутоддене Хауген познакомился с Вегардом Твейтаном, который позже стал известен как Исан. Очень скоро они сдружились, взяли псевдонимы и начали вместе писать музыку. Они создали несколько групп (Dark Device, Xerasia и Embryonic), пока не остановились на названии Thou Shalt Suffer. Группа играла техничный дэт-метал, однако после выпуска демо Into the Woods of Belial в 1991 году Самот покинул Thou Shalt Suffer и вместе с Исаном начал писать музыку в духе Celtic Frost и Bathory для нового проекта, получившего название Emperor. Первое время, пока Emperor не успели набрать состав, Самот играл на ударных, тогда же он записал бас на EP Aske проекта Варга Викернеса Burzum и вокал на демо Seven Harmonies of Unknown Truths Ildjarn. Но после того, как в группу пришли ударник Фауст и басист Мортиис, Самот занял более привычное место гитариста. Выпустив демо-кассеты Wrath of the Tyrant, EP Emperor и As The Shadows Rise, в июле 1993 года Emperor записали в студии Grieghallen ставший впоследствии знаменитым дебютный альбом In the Nightside Eclipse. Однако вскоре после завершения работы над альбомом Самот попал под уголовное преследование.

### Тюремное заключение и продолжение карьеры
Как и многие другие музыканты норвежской блэк-метал-сцены того времени, Самот состоял в организации Евронимуса «Внутренний чёрный круг Норвегии» (The Inner Black Circle of Norway) и принимал активное участие в поджогах церквей, волна которых прокатилась по Норвегии в первой половине 90-х, в частности, в сентябре 1992 года Самот и Варг Викернес сожгли церковь в Виндафьорде (Ругаланн). Обвинение в поджоге было предъявлено Самоту осенью 1993 года, на волне расследования убийства Евронимуса Викернесом, однако рассмотрение дела было отложено, и Самот был отпущен из-под стражи.
Несмотря на выпуск In the Nightside Eclipse в феврале 1994 года, из-за серии арестов участников группы (кроме Хаугена, тюремные сроки получили барабанщик Фауст и заменивший Мортииса басист Чёрт) в деятельности Emperor образовался застой. Самот же в 1994 году жил в Осло, что привело к его участию в целом ряде блэк-метал-групп: Хауген играл партии гитары и бас-гитары на альбоме Satyricon The Shadowthrone и мини-CD Arcturus The Constellation, а также выступал в качестве сессионного басиста Gorgoroth на концертах и при записи альбома Pentagram. Тогда же Самот основал лейбл Nocturnal Art Productions, первым релизом которого стал мини-альбом Emperor As The Shadows Rise. Дело Хаугена было рассмотрено летом 1994 года; суд приговорил Томаса к 16 месяцам лишения свободы, однако сторона обвинения подала апелляцию, и позже Верховный суд Норвегии приговорил Хаугена к двум годам лишения свободы. В конце 1994 года, незадолго до того как Хауген отправился в заключение, при участии Самота, Исана, Фроста и Альдрана был создан проект Zyklon-B, который выпустил в 1995 году мини-альбом Blood Must Be Shed. По словам Самота, целью этого проекта было продемонстрировать, что группа, играющая Death Metal, не обязательно должна быть коммерческой и трендовой, кроме того, Хаугену хотелось выпустить какой-нибудь релиз за время заключения.
Хауген отбывал наказание с марта 1995 по июль 1996 года. В тюрьме Самот активно продолжал работу над музыкой, обмениваясь кассетными записями с навещавшим его Исаном. В частности, именно в заключении Хауген написал инструментал The Wanderer. После условно-досрочного освобождения Самот вернулся к деятельности в Emperor, и группа уже осенью 1996 года отправилась в Grieghallen для записи своего второго полноформатного альбома, Anthems to the Welkin at Dusk. Он, как и дебют группы, был хорошо принят поклонниками и в настоящее время считается классикой и одной из лучших работ в стиле блэк-метал.

### Распад Emperor и дальнейшее творчество
Во время сочинения музыки в Emperor Самот и Исан, по словам Хаугена, дополняли друг друга как инь и ян: Самот тяготел к тяжёлому дэтовому звучанию, а Исан больше увлекался экспериментами в неоклассическом стиле и элементами прогрессивного рока. Однако после издания альбома IX Equilibrium участники активно занялись своими сайд-проектами — Самот и Трюм Торсон сосредоточились на основанном в 1998 году дэтовом сайд-проекте Самота Zyklon, а Исан работал над Peccatum и возрождёнными Thou Shalt Suffer. После 1999 года Emperor не дали ни одного концерта, и в процессе создания альбома Prometheus: The Discipline of Fire & Demise (который был полностью написан Исаном) участники решили, что их творческий союз себя исчерпал. Таким образом, после выпуска диска в 2001 году Emperor распались, а Самот сосредоточился на работе в Zyklon, параллельно играя на гитаре в дэт-панковой группе Scum. Zyklon выпустили три альбома, после чего осенью 2007 года взяли паузу в деятельности: Самот чувствовал недостаток идей в рамках этого проекта, а гитариста группы Тора пригласили участвовать в Morbid Angel. В начале 2010 года Самот объявил о распаде Zyklon и основал новую группу The Wretched End, с которой выпустил альбомы Ominous в 2010, Inroads в 2012 и In These Woods, From These Mountains в 2016 году. В отличие от предыдущих проектов Томаса, The Wretched End являются студийной группой: музыканты не ездят туры и даже не репетируют вместе, предпочитая писать свои партии отдельно. Самот принимал участие в краткосрочных воссоединениях Emperor в 2006—2007 и 2014 годах и выпуске концертных релизов Live Inferno и A Night of Emperial Wrath, но, по словам музыканта, его не интересует возобновление деятельности группы на постоянной основе, так как это привело бы к необходимости искать компромиссы в создании музыки с Исаном. По схожей причине он отказался от предложенного участия в Satyricon, Mayhem и The Haunted.

## Личная жизнь
Самот был дважды женат. Его первая жена Андреа Небель, выступавшая под псевдонимом Nebelhexë, пишет музыку и рисует. В 1997 году у них родилась дочь. В сентябре 2005 года Самот женился во второй раз на женщине из Канады по имени Эрин, в 2008 году у пары родилась дочь. Кроме музыки Томас работает в области графического дизайна. Он до сих пор дружит с Исаном.
В 2016 году Хауген признался, что много лет страдает хроническими мигренями, из-за чего не может ездить в туры и предпочитает работу в одиночестве.

## Дискография
Thou Shalt Suffer
- Into the Woods of Belial (демо, 1991 г.) — гитара
- Open the Mysteries of Your Creations (демо, 1991 г.) — гитара

Emperor
- Wrath of the Tyrant (демо, 1992 г.) — ударные
- Emperor / Hordanes Land (сплит с Enslaved, 1993 г.) — гитара
- As the Shadows Rise (EP, 1994 г.) — гитара
- In the Nightside Eclipse (LP, 1994 г.) — гитара
- Reverence (EP, 1997 г.) — гитара
- Anthems to the Welkin at Dusk (LP, 1997 г.) — гитара
- Thorns Vs. Emperor (сплит, 1999 г.) — гитара и бас-гитара
- IX Equilibrium (LP, 1999 г.) — гитара
- Prometheus: The Discipline of Fire & Demise (LP, 2001 г.) — гитара

Ildjarn
- Seven Harmonies of Unknown Truths (демо, 1992 г.) — сессионный вокалист

Burzum
- Aske (EP, 1992) — бас-гитара

Gorgoroth
- Pentagram (LP, 1994 г.) — бас-гитара

Satyricon
- The Shadowthrone (LP, 1994 г.) — бас-гитара

Zyklon-B
- Blood Must Be Shed (EP, 1994 г.) — гитара

Arcturus
- Constellation (EP, 1995 г.) — гитара

Ulver
- Themes from William Blake's The Marriage of Heaven and Hell (LP, 1998 г.) — вокал на «A Song of Liberty Plates 25-27»

Zyklon
- World ov Worms (LP, 2001 г.) — гитара и бас-гитара
- Aeon — (LP, 2003 г.) — гитара
- Disintegrate (LP, 2006 г.) — гитара

Notodden All Stars
- Valfar, Ein Windir — (LP, 2006 г.) — гитара на «Destroy»

SCUM
- Gospels for the Sick (EP, 2005 г.) — гитара

The Wretched End
- Ominous (LP, 2010 г.) — гитара
- In These Woods, from These Mountains (LP, 2016 г.) — гитара